# NGC 3318A
NGC 3318A је спирална галаксија у сазвежђу Једра која се налази на NGC листи објеката дубоког неба.
Деклинација објекта је - 41° 44' 25" а ректасцензија 10h 35m 31,2s. Привидна величина (магнитуда) објекта NGC 3318 износи 15,1 а фотографска магнитуда 15,8. NGC 3318A је још познат и под ознакама ESO 317-50, PGC 31373.